# Anarquismo en Turquía

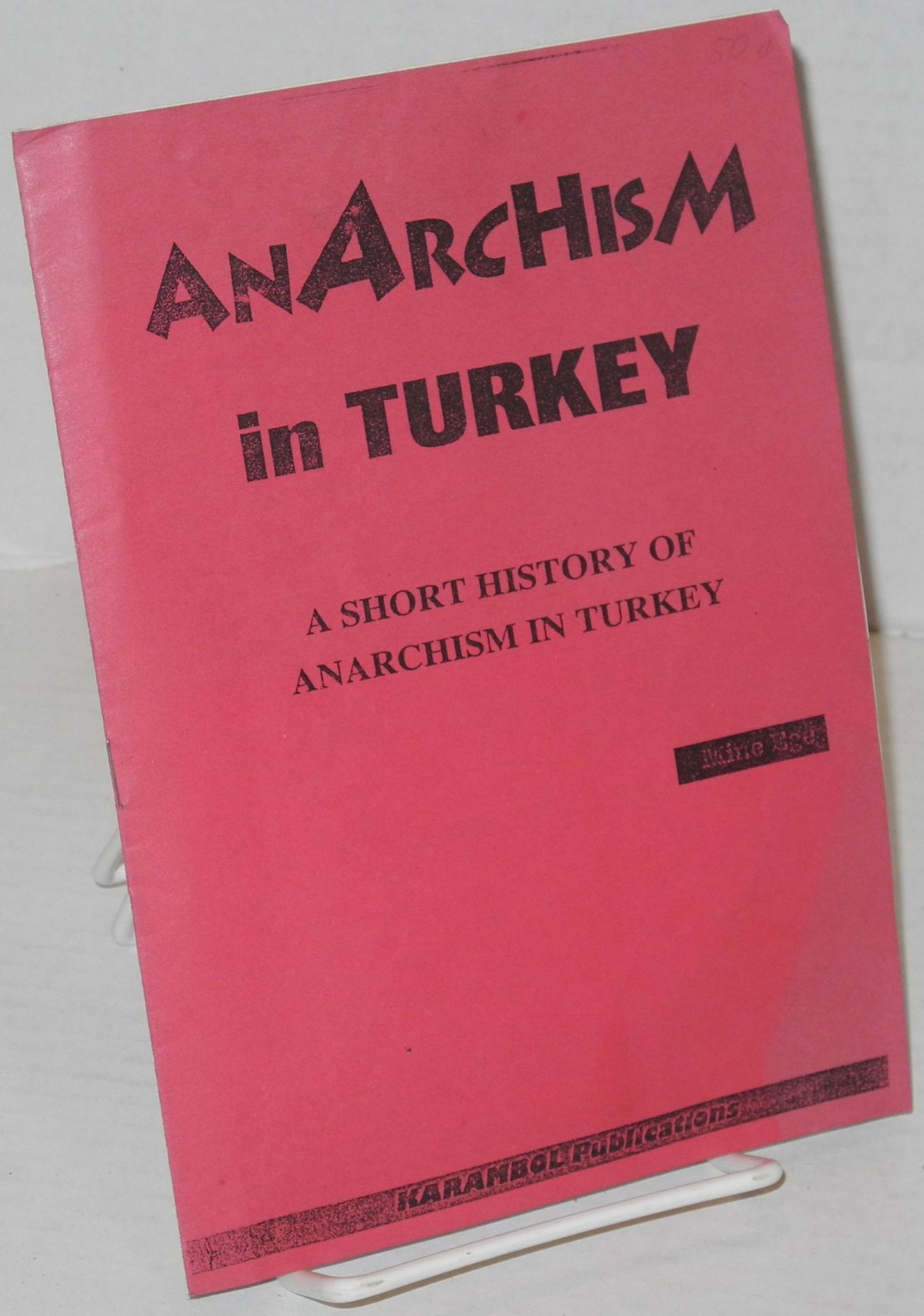
Anarchism in Turkey A Short History of Anarchism in Turkey, London, Karambol Puboications, 1994.

El anarquismo en Turquía surgió a la escena política luego de la publicación de Kara, una revista mensual. Esta dio en 1986 el puntapié inicial al movimiento anarquista turco. No se tiene registro de ninguna actividad anarquista anterior.
El marxismo era la ideología más influyente en los movimientos revolucionarios turcos, hasta su disgregación debido al golpe de Estado militar de Kenan Evren en la década de 1980. Casi todo el movimiento marxista fue aplastado por la represión militar; en este contexto, muchos militantes se enfrentaron al dilema de bogar por el fin último del marxismo en alcanzar una sociedad sin Estado y sin clases sociales, y la real política que en verdad practicaban los partidos marxistas, de corte estatista y autoritario. De este debate, surgió una tendencia que abrazó la ideología anarquista, diferenciándose del resto del ala izquierda turca, que mantenía la tradicional posición leninista. Insistieron en el cuestionamiento hacia la relación dicotómica entre la Sociedad y el Individuo. De estos planteos, muchos de ellos pasaron a considerarse parte del Anarquismo individualista.
Entre los teóricos notables del anarquismo turco mencionaremos a Süreyya Evren, enmarcado en lo que se denomina Postanarquismo. 